# Bruno Schussnig
Bruno Karl Josef Schussnig (* 7. Jänner 1892 in Triest; † 3. März 1976) war ein österreichisch-deutscher Biologe und Hochschullehrer.
Sein botanisches Autorenkürzel (er beschrieb einige Algenarten) lautet „Schussnig“.

## Leben und Werk
Er war der Sohn des Kaufmännischen Direktors Silvius Schussnig († 1935) und dessen Ehefrau Antonie geborene Palazzi. Nach dem Schulabschluss in Triest studierte er ab 1910 an der Universität Wien. 1914 kehrte er nach Triest zurück und wurde Assistent an der dortigen Zoologischen Station. 1917 promovierte er zum Dr. phil. an der Universität Graz. Gegen Kriegsende verließ er endgültig Triest und ließ sich als Hilfsarbeiter in Wien dauerhaft nieder. 1920 erhielt er dort eine Anstellung als Assistent am Botanischen Institut der Universität.
1923 habilitierte er sich an der Universität Wien. Gemeinsam mit dem österreichischen Botaniker Franz Buxbaum unternahm er von April bis Mai 1924 eine Studienreise nach Tunesien. 
1934 wurde er außerordentlicher Professor für Biologie an der Universität Wien. Nach Ende des Zweiten Weltkrieges verließ er Österreich und ging in die DDR. Hier wurde er 1952 an der Universität Jena Professor für Biologie. 1957 wurde er im Alter von 65 Jahren emeritiert.

## Schriften (Auswahl)
- Die pflanzliche Zelle im Lichte der Phylogenie. Wien 1927.
- Handbuch der Protophytenkunde. Band 1, Jena 1953.
- Grundriss der Protophytologie. Jena 1954.
- Handbuch der Protophytenkunde. Band 2, Jena 1960.